# Raimundo Larraín Covarrubias
Raimundo Larraín Covarrubias, duque de Santa Fe (Santiago, 11 de junio de 1851-ibid., 23 de junio de 1919) fue un agricultor y político chileno.

## Primeros años
Nació en Santiago de Chile, el 11 de junio de 1851, hijo de Raimundo Larraín Gandarillas y de Luz Covarrubias Ortúzar. Fue sobrino de los exparlamentarios Patricio, Francisco de Borja, Joaquín, Juan Francisco y Ladislao Larraín Gandarillas.
Se dedicó a las actividades agrícolas; administró cinco propiedades agrícolas, entre las que se destacaron los fundos "El Peñón", "La Esmeralda", "Quinta", "Rabuco" y "Pachacama".
Se casó con Ana Luisa García Moreno Flores, con quien tuvo doce hijos, uno de ellos fue Jaime Larraín García Moreno, quien fuera diputado y senador de la República.

## Vida pública
En las Elecciones parlamentarias de 1879, fue elegido como diputado propietario por Caupolicán, por el período 1879-1882. Integró la Comisión Permanente de Educación y Beneficencia. El diputado suplente fue Carlos Aldunate Solar.
Décadas posteriores, se dedicó a la agricultura, figurando en todas las instituciones de producción agrícola y en el directorio de la Sociedad Nacional de Agricultura (SNA), entre 1904 y 1906, para posteriormente suceder a Ramón Barros Luco en la presidencia de la misma. Entre 1906 y 1910, se desempeñó como consejero de Estado en el gobierno del presidente Pedro Montt Montt.
Entre otras actividades, fundó la revista La Estrella de Chile, donde colaboraron los más importantes intelectuales de la época. Poseía una biblioteca de más de 20 mil volúmenes.
De fe católica, presidió las conferencias de San Vicente de Paul, ideó y trazó el plan de la Escuela Nacional de Preceptores Católicos y, en 1912 organizó el Congreso Social Católico y creó poblaciones para obreros. La iglesia católica le otorgó el título pontificio de «duque de Santa Fe».
Falleció el 23 de junio de 1919.